# Agencja public relations
Agencja public relations – przedsiębiorstwo, które specjalizuje się w kompleksowej obsłudze procesów komunikacyjnych firm oraz instytucji. Agencje PR realizują szereg działań związanych ściśle z procesem wewnętrznego i zewnętrznego kreowania wizerunku i budowania relacji.
Według zespołu badawczego prof. Dariusza Tworzydło, z Uniwersytetu Warszawskiego agencja public relations jest to podmiot, który charakteryzuje kilka kluczowych parametrów. Wśród nich znajdują się:
- prowadzenie działań public relations (m.in. relacje z mediami, zarządzanie kryzysowe, relacje inwestorskie, relacje wewnętrzne, sponsoring, corporate identity, social media communication) przy założeniu, że stanowią one główny obszar aktywności podmiotu,
- funkcjonowanie w ramach zorganizowanej struktury organizacyjnej, umożliwiającej realizację i prowadzenie projektów na różnych poziomach skomplikowania (przy wykorzystaniu wielu technik i narzędzi) oraz potrzeb komunikacyjnych klientów,
- zatrudnianie stałego personelu do realizacji działań PR w ramach umów o pracę lub cywilnoprawnych,
- prowadzenie działań doradczych i eksperckich w zakresie budowania wizerunku i relacji na poziomie zarządczym oraz działań operacyjnych na niższych szczeblach zarządzania przedsiębiorstwem[1].

Na polskim rynku (według badań z roku 2021 przeprowadzonych przez zespół prof. Dariusza Tworzydło) jest obecnie 934 agencje zorganizowane np. w formie spółek z ograniczoną odpowiedzialnością, komandytowych, cywilnych, ale także jednoosobowych działalności. Oprócz licznych podmiotów z polskim kapitałem funkcjonuje także kilkanaście agencji sieciowych, które pracują dla dużych, międzynarodowych marek lub koordynują działania na kilku rynkach zagranicznych. Część agencji public relations jest zrzeszonych w organizacjach branżowych. Część z nich skupia się wokół Stowarzyszenia Agencji Public Relations (SAPR), a część należy do Związku Firm Public Relations (ZFPR). Największym podmiotem zrzeszającym agencje public relations jest Stowarzyszenie Agencji Public Relations. Przynależność agencji do grona firm stowarzyszenia lub związku to przede wszystkim dostęp do bieżących informacji płynących z rynku oraz możliwość kształtowania trendów w branży. Członkowie SAPR oraz ZFPR składają zobowiązanie przestrzegania zasad etyki zawodowej wymienionych w: Kodeksie Dobrych Praktyk (ZFPR) oraz Standardach Etyki (SAPR). Analizując rozmieszczenie terytorialne agencji PR w Polsce, zauważalne jest dominujące skupisko, bowiem aż 58% wszystkich tego typu podmiotów działa na Mazowszu. 
Posiadanie przez pracowników agencji wszechstronnego doświadczenia przekłada się na umiejętność bezstronnej i obiektywnej (z uwagi na odizolowanie emocjonalne od firmy, w której zaistniał problem) oceny sytuacji. Poprzez współpracę z licznymi klientami i ekspertami, agencje mogą zrealizować projekty, których firma lub organizacja nie byłaby w stanie przygotować samodzielnie.
Mając na uwadze przyjętą definicję, agencjami public relations nie są na pewno firmy poligraficzne, agencje reklamowe, studia interaktywne, firmy SEM i SEO, producenci stron internetowych, które to podmioty często przypisują sobie status agencji PR. Agencjami nie są także jednoosobowe działalności gospodarcze. Traktowane są one jako odrębna pomoc ekspercka, doradcza, ale nie spełniają warunków, jakie przypisuje się agencji public relations w pełnej definicji tego pojęcia.

## Kluczowe usługi świadczone przez agencjepublic relations
Agencje public relations wykonują szereg działań, od pisania tekstów przekazywanych w dalszej kolejności mediom, nawiązywanie i utrzymywanie w imieniu klientów kontaktów z dziennikarzami, organizację wydarzeń specjalnych, realizację audytów i badań marketingowych, przeprowadzanie monitoringu mediów oraz analiz materiałów ukazujących się w mediach, przygotowanie i zarządzanie sytuacjami kryzysowymi, do prowadzenia firmy poprzez gąszcz przepisów, jakie zmuszone są poznać w związku z wejściem na Giełdę Papierów Wartościowych. Agencje public relations w swoich działaniach bardzo często wykorzystują systemy, które usprawniają prowadzenie skutecznych relacji z mediami. W grupie usług świadczonych przez agencje znajdują się:
- media relations (przygotowywanie i dystrybucja informacji prasowych, monitoring mediów, audyty medialne),
- zarządzanie kryzysowe (opracowywanie dokumentacji na wypadek zaistnienia sytuacji kryzysowych, przygotowywanie dokumentacji kryzysowej),
- komunikacja wewnętrzna (opracowywanie planów komunikacji wewnętrznej, projektowanie narzędzi do wdrożenia, ocena efektywności i skuteczności dotychczas stosowanych narzędzi, planowanie i realizacja kampanii),
- employer i personal branding,
- relacje inwestorskie (obsługa projektów polegających na wprowadzaniu firmy na rynek papierów wartościowych, wsparcie w realizacji obowiązków informacyjnych podczas obecności na GPW),
- audyty wewnętrzne i zewnętrzne,
- projektowanie i wdrażanie systemów identyfikacji wizualnej,
- wsparcie firm w zakresie ich obecności w mediach społecznościowych,
- działania lobbingowe i public affairs,
- przygotowanie i realizacja eventów, w tym projektów stricte dla klientów, wydarzeń firmowych lub dla partnerów biznesowych